# Aulonemia pumila
Aulonemia pumila är en gräsart som beskrevs av Lynn G. Clark och Ximena Londoño. Aulonemia pumila ingår i släktet Aulonemia och familjen gräs.
Artens utbredningsområde är Colombia. Inga underarter finns listade i Catalogue of Life.